# 盛宮自動車
盛宮自動車（せいぐうじどうしゃ、もりみやじどうしゃ）とは、戦前に岩手県盛岡市と宮古市を結んでいたバス事業者である。最初期には、馬車によって結んでおり、盛宮馬車という社名だった。

## 概要
岩手県の内陸と三陸海岸の間には北上山地が横たわり、道路の開削は思うに任せなかった。
内陸と三陸を結ぶ街道としては、小本街道（現国道455号）、野田街道（現国道281号）、釜石街道（現国道283号）などがあったが、いずれも馬車の通行には適さず、運ぶ産物や地形に応じて、馬や牛による荷駄が行われていた。一般に、馬は速足であるものの荷崩れしやすく、牛は歩みが遅かったが、馬より荷崩れしにくかった。
そんな中、盛岡と宮古を結ぶ宮古街道（現国道106号）は、1900年（明治33年）に県道が開通して道路が改良されて以降馬車による運行が可能になり、多くの馬運業者が盛宮間の貨物輸送に参入した。当時は、盛宮間は馬車で3日を要した。
盛宮自動車の前身である盛宮馬車は、1906年に初めての盛宮間の乗合馬車業者として誕生した。宮古の事業家、菊池長右衛門を中心として設立され、宮古町乙第一地割に本社、盛岡市鉈屋町に盛岡支店が存在した。
運行は一日1往復、午前4時に宮古、午前4時20分に盛岡をそれぞれ出発し、6か所の馬継所を経由して、12時間ほどかけて夕刻にそれぞれの目的地に着く旅程であった。一日がかりとは言え、馬を乗り継いでその日のうちに盛宮間が結ばれた効果は大きく、塩釜港、東北本線経由で2日を要していた三陸汽船に比べても、旅程が半減することになった。
しかし、宮古街道は「馬車を宮古に捨てて帰った」ほどの悪路であったため、その悪路に対抗し、所要時間を短縮すべくイタリアからバスを購入し、1912年に、岩手県で初となるバス事業者、盛宮自動車となった。
資本金は5万円。2台のバスで盛宮間を一日1往復、所要時間6時間で結んだ。
しかし、宮古街道の貧弱さから事故がたびたび起こり、さらに山田線が宮古まで伸びるようになると、より早く盛宮間が結ばれることになったことから、山田線の開通に合わせて事業を停止、会社は解散となった。

## 年表
- 1906年（明治39年） - 盛宮馬車設立。盛岡 - 宮古間を12時間で結ぶ。[6]
- 1912年（大正元年） - 盛宮馬車が社名変更、盛宮自動車となる。イタリア製バスを購入して試運転。
- 1913年（大正2年） - 運行を開始（岩手県初のバス路線）。 盛岡 - 宮古間を6時間で結ぶ。[6]
- 1914年（大正3年） - 門馬村（現・宮古市門馬）でバスが崖から転倒し、新渡戸稲造他、乗客10名が重軽傷となる（東北初の自動車交通事故）[6]
- 1916年（大正5年） - 政友会一行が乗ったバスが、盛岡東郊で転覆。14名が重軽傷。事故の一報を知った原敬、日記に「宮古盛岡間二十六里、自動車開通したるは誠に便利なれども、運転上不注意の点ありと見え、開通後これにて三回の椿事なり」と記す。[6]
- 1934年（昭和9年） - 山田線宮古駅開業。盛岡と宮古が鉄道で結ばれる。盛宮自動車はその役割を終えて解散。

## 盛宮自動車以後
山田線の開通により、その役目を終えて解散した盛宮自動車であったが、その沿線は常に閉伊川に寄り添い、路盤流失が絶えなかった。とりわけ、1946年に発生したアイオン台風では全線にわたって路盤が流失し、全面復旧が1954年と、8年もの年月を費やした。
その間、山田線の代替輸送を行ったのが、戦時統合により設立され、当時岩泉町に本社があった岩手県北自動車であった。この代替輸送によって岩手県北自動車は会社が軌道に乗り、地域住民の支持を集めることとなった。
一旦は盛岡 - 宮古間の代替バス路線は廃止となるが、1955年に急行バス路線として復活し、やがて山田線を凌駕するようになり、現在も106急行バスとして存続している。